# 尼泊尔共产党（马列毛）共产党人
尼泊尔共产党（马列毛）共产党人是尼泊尔的一个共产主义政党。截至2013年，该党的主席是普达里·普拉萨德·贝尔巴斯。该党提议将尼泊尔重新划分为10个州。
在2013年尼泊尔制宪会议选举之前，该党向尼泊尔选举委员会登记，获得了10000名选民的支持；在单一选区制选举中提名3个候选人；在比例代表制选举中，提交了一份以普达里·普拉萨德·贝尔巴斯为首的46名候选人名单。该党的选举符号是斧头。